# UTC+7:20
UTC+7:20 a fost un fus orar aflat cu 7 ore și 20 minute înaintea UTC. UTC+7:20 a fost folosit în Singapore și în partea vestică de Malaezia (Peninsula Malacca) între 1 ianuarie 1933 și 31 decembrie 1941 ca oră de vară. Înainte se folosea fusul orar UTC+7 și după UTC+7:30.